# Molins i safaretjos de Chacaica
Els Molins i safaretjos de Chacaica són un Bé d'Interès Cultural (BIC) amb la categoria de Lloc Etnològic localitzat en el lloc conegut com a Chacaica, dins del barri de Sant Pere de Dalt, en la part alta del nucli històric de Güímar, a l'illa de Tenerife (Canàries, Espanya).

## Descripció

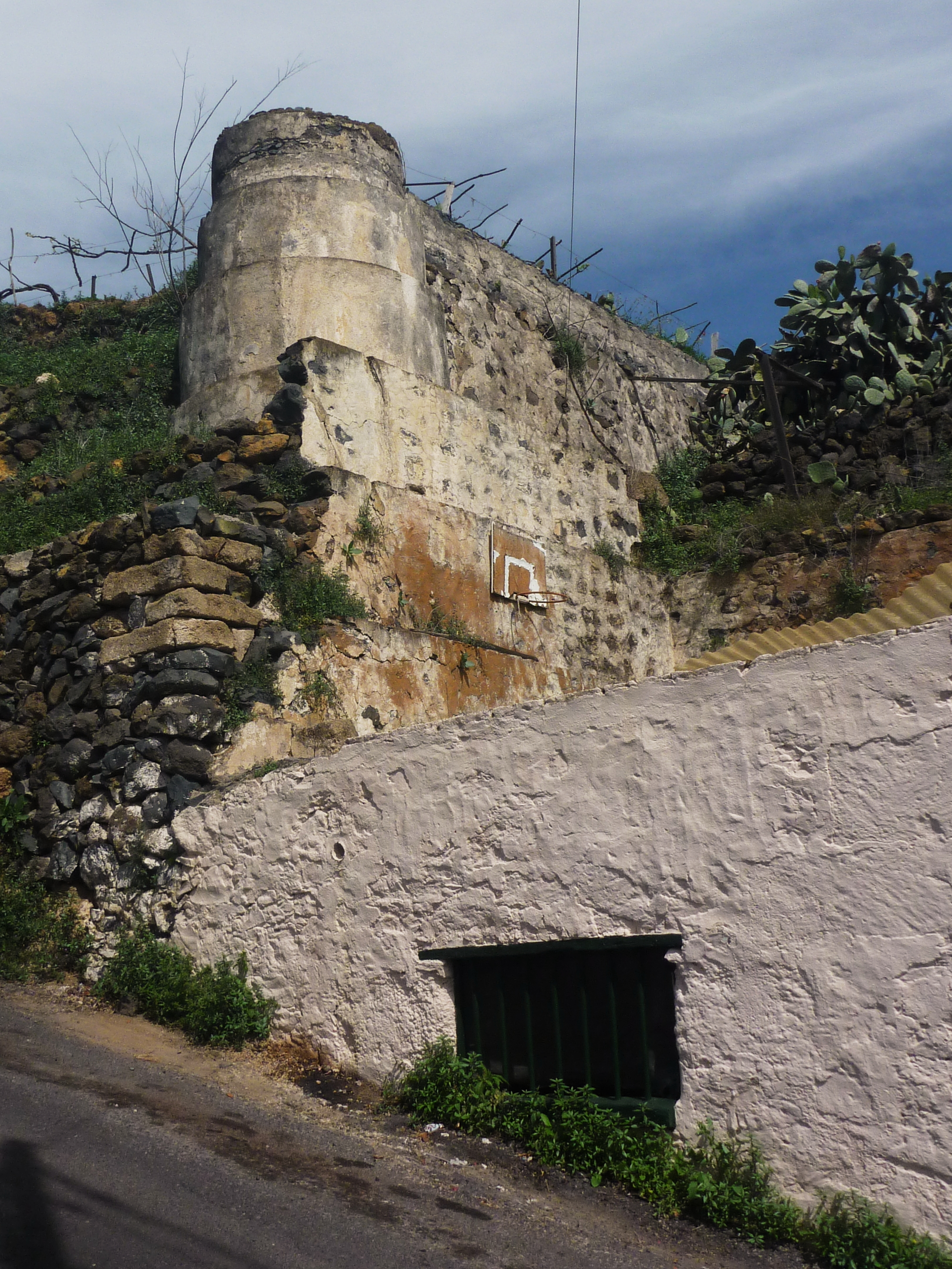
Molins i safaretjos de Chacaica.

Aquest enclavament poblacional ocupa el vessant esquerre del Barranc del Luchón o del Corral de les Ovelles -coneguda com a Costa de Chacaica- i el seu origen està relacionat amb l'expansió del nucli urbà original seguint l'antic camí de les Vistes que, a través de la Caldera de Pedro Gil, connectava amb el Vall de La Orotava. Àdhuc conservant alguns immobles antics i bons exemples d'arquitectura popular, Chacaica mostra en l'actualitat una trama urbana amb traces anàrquiques i freturosa d'ordenació, articulada entorn del carrer Chacaica, amb alguns carrerons transversals que donen accés als habitatges.
Es tracta d'edificacions autoconstruïdes imbricades amb algunes parcel·les ocupades amb cultius tradicionals, especialment vinyers, la qual cosa indica la vocació agrícola del barri. Els tres molins -el de dalt o Trasmurs, el Mitjà i el de baix- presenten una tipologia característica conformada per diversos cilindres superposats i decreixents en diàmetre, fabricats en maçoneria, amb una forma semblant a un con escalonat. El Molí de dalt es troba adossat a una sèrie de bancals amb vinyers i només conserva la galleda per l'interior de la qual baixava l'aigua, mentre que les dependències annexes han desaparegut. Els altres dos molins conserven la galleda, així com una part de la canalització que conduïa l'aigua fins al mateix, sostinguda per una arqueria de mig punt. En el cas del Molí de baix, que ha estat restaurat recentment pel seu propietari, es conserva una edificació annexa, si bé no s'ha pogut constatar l'existència de l'antiga maquinària, encara que presumiblement ha desaparegut en els tres casos.
La font es localitza en la cantonada entre el carrer Chacaica i el carrer Natzaret i està conformada per una pila rectangular amb cinc dolls, un dels quals representa un cap antropomorf o zoomorf, suposadament d'un lleó.
A l'altre costat del carrer Natzaret es troben els canals i tanquilles de distribució de l'aigua per a finalitats agrícoles, al costat d'una petita construcció destinada a l'acomodament del canyer o persona responsable de vigilar els repartiments d'aigua entre els agricultors. Al costat d'ells, els antics safaretjos estan constituïts per diversos canals en maçoneria i blocs de pedreria de basalt, delimitats per laixes de basalt porós inclinades, sobre les quals s'efectuaven les tasques de rentat. L'espai es completa amb graderies laterals folrades amb plaques de basalt.
El conjunt etnogràfic es troba en un regular estat de conservació, ja que tant el Molí de baix com els safaretjos han estat restaurats en dates recents, si bé, els dos molins superiors mostren un pitjor estat.

## Galeria

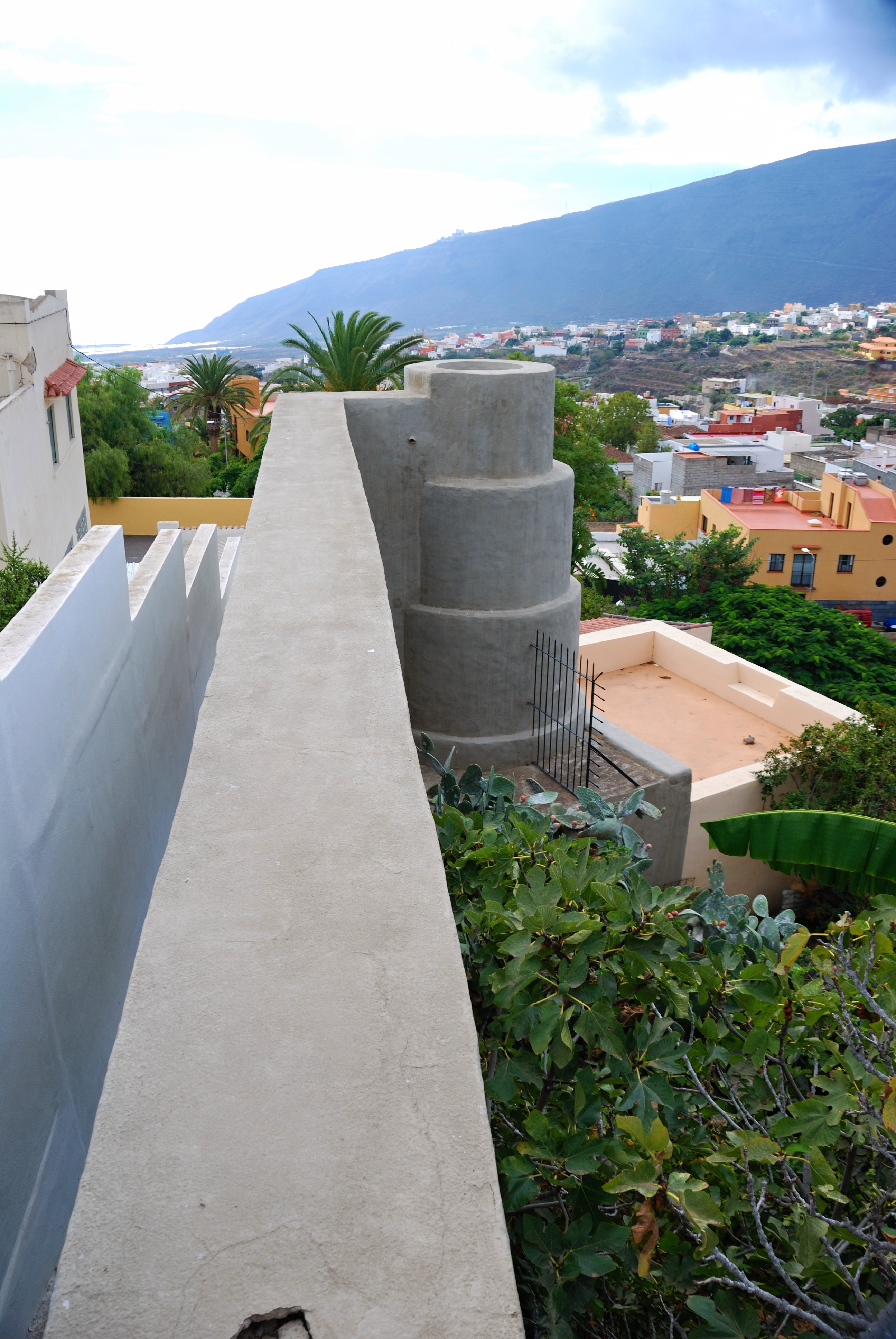
Molins i safaretjos de Chacaica 1.
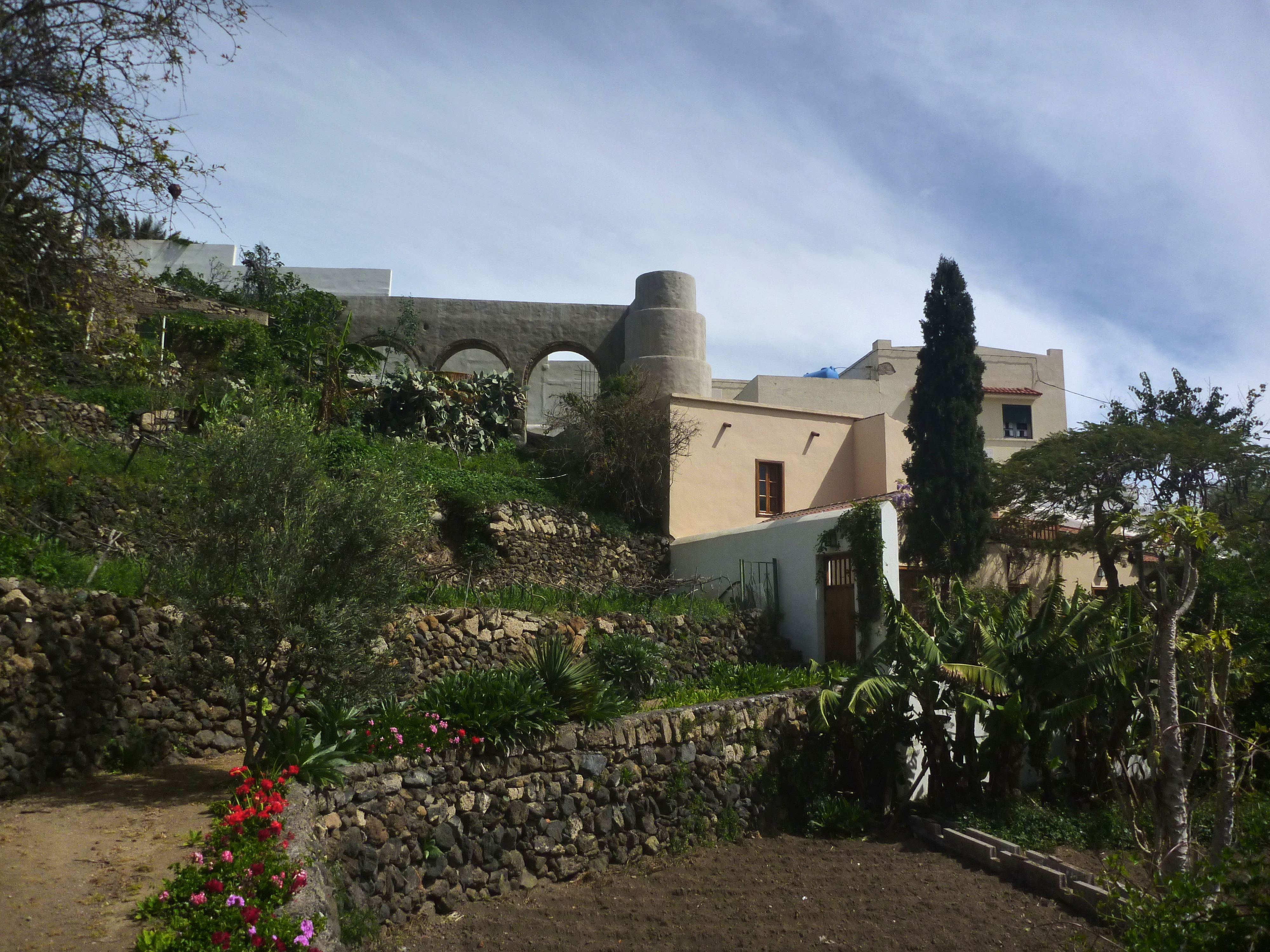
Molins i safaretjos de Chacaica 2.
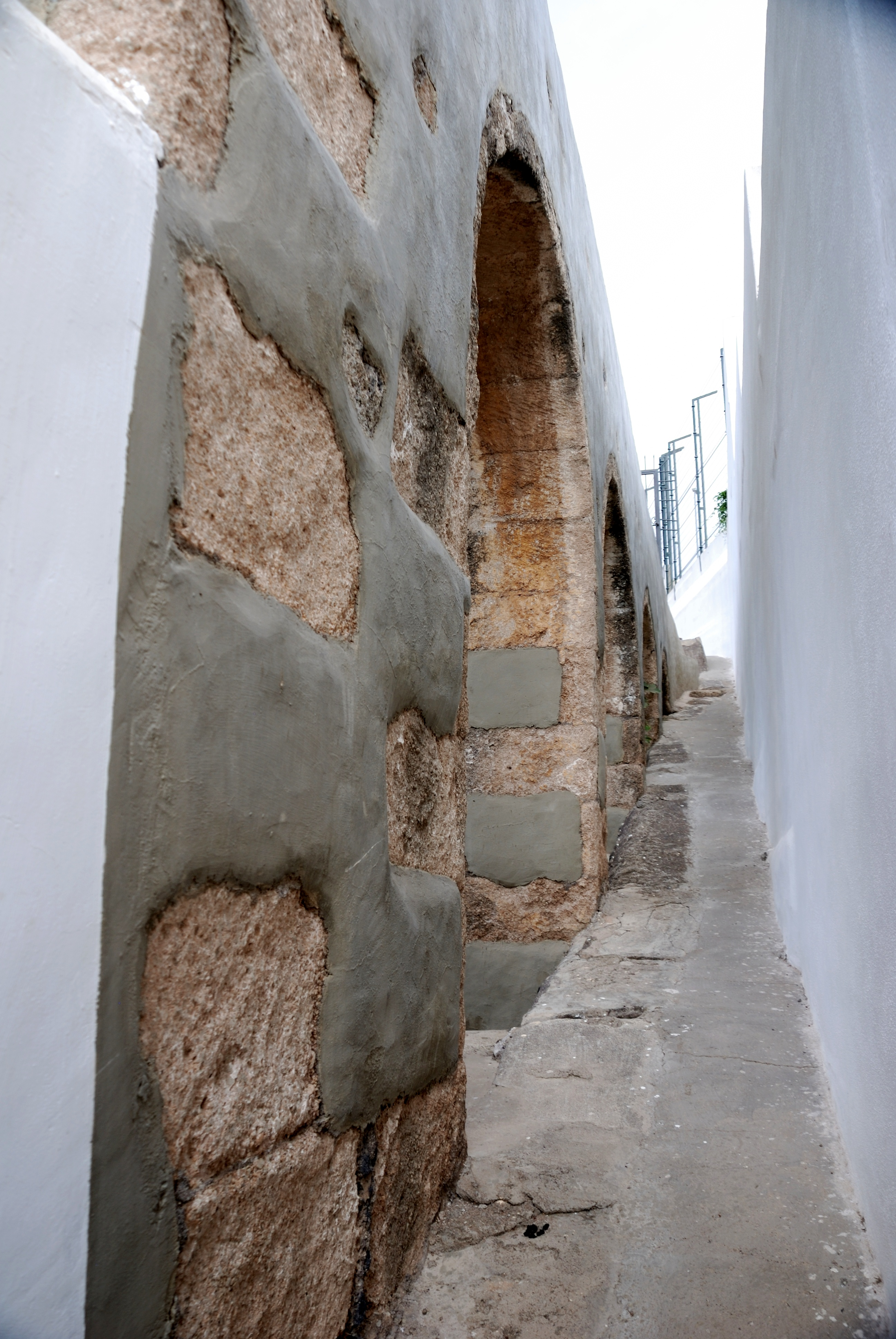
Molins i safaretjos de Chacaica 3.
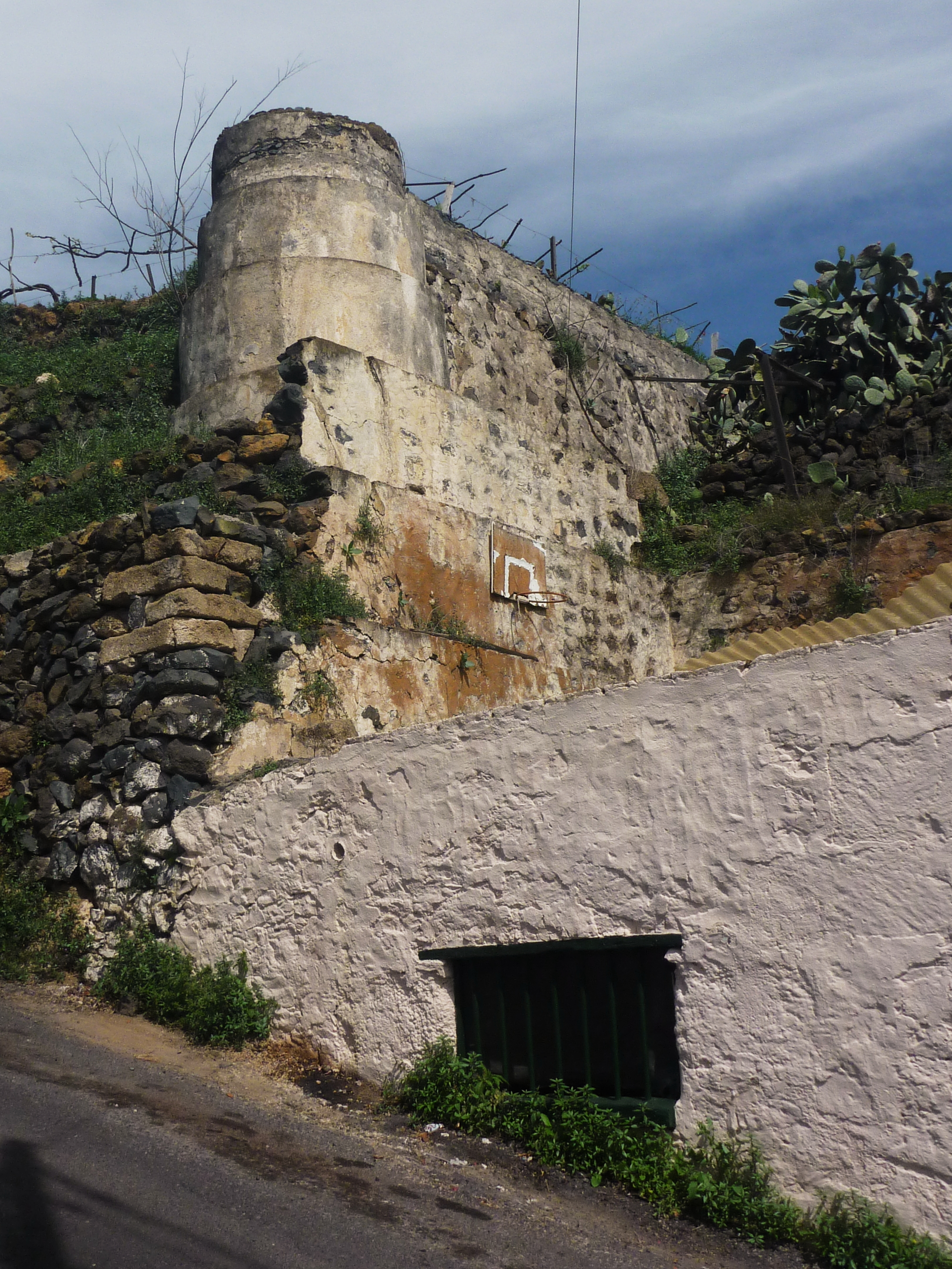
Molins i safaretjos de Chacaica 4.
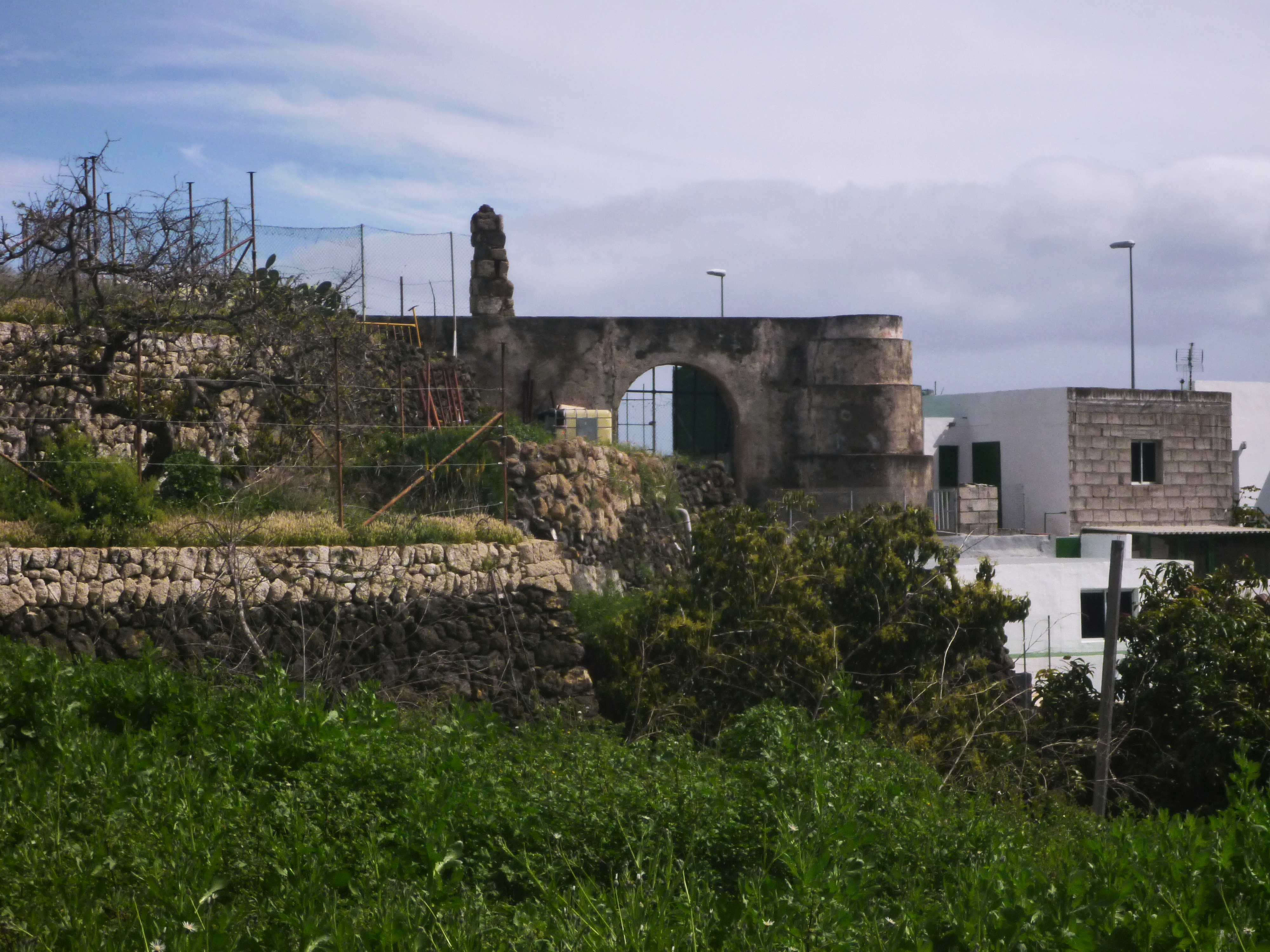
Molins i safaretjos de Chacaica 5.
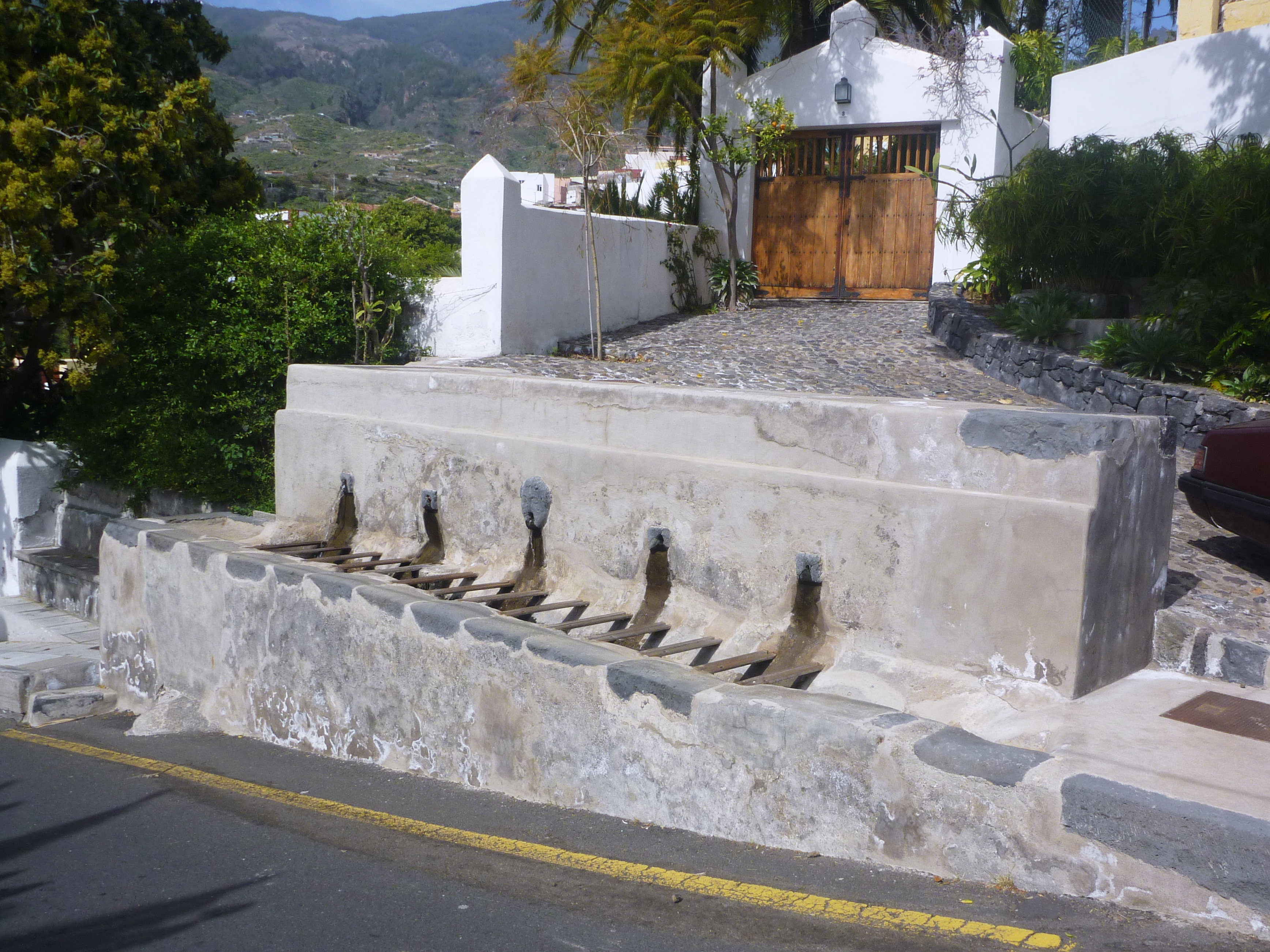
Molins i safaretjos de Chacaica 6.
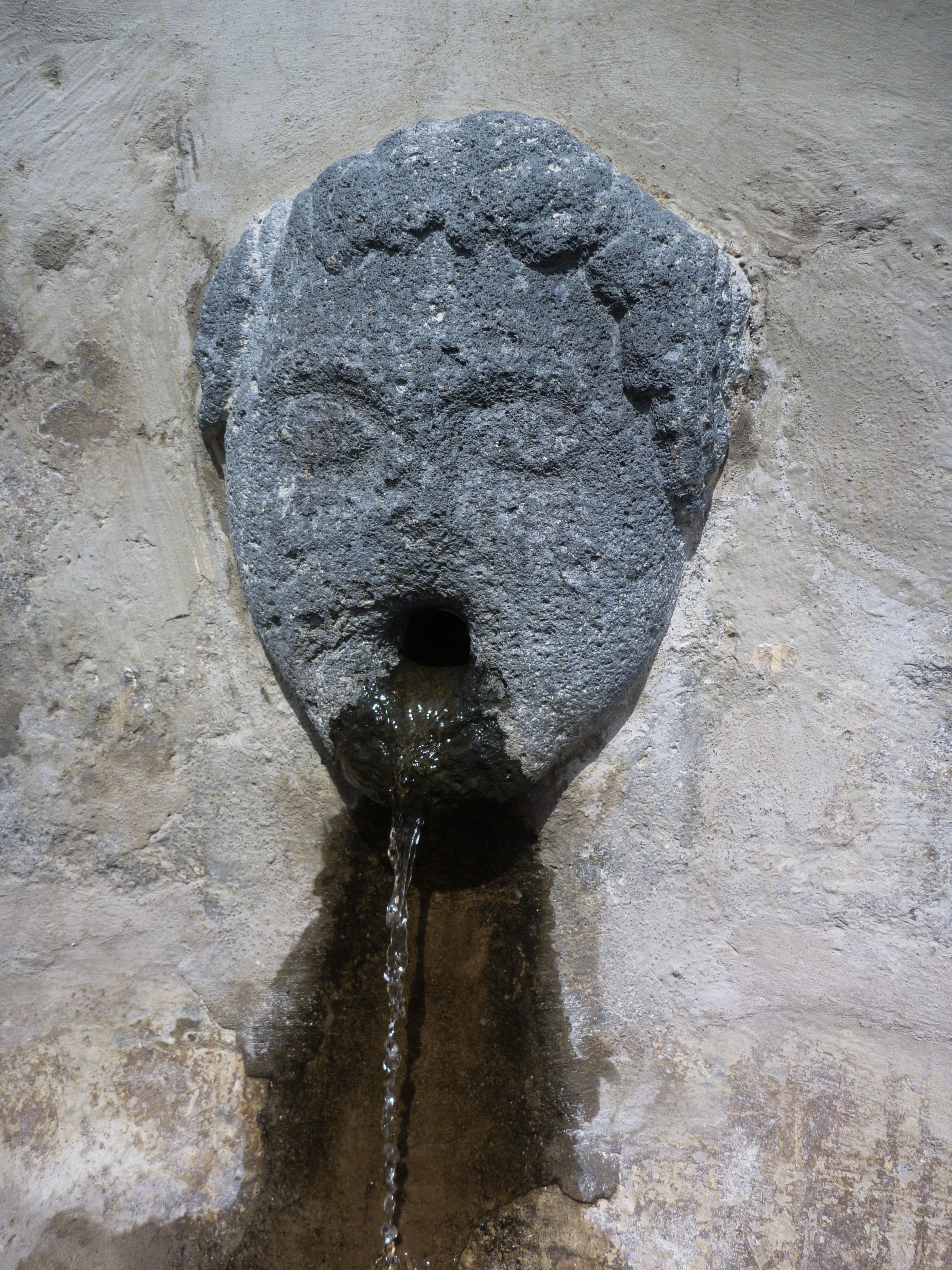
Molins i safaretjos de Chacaica 7.
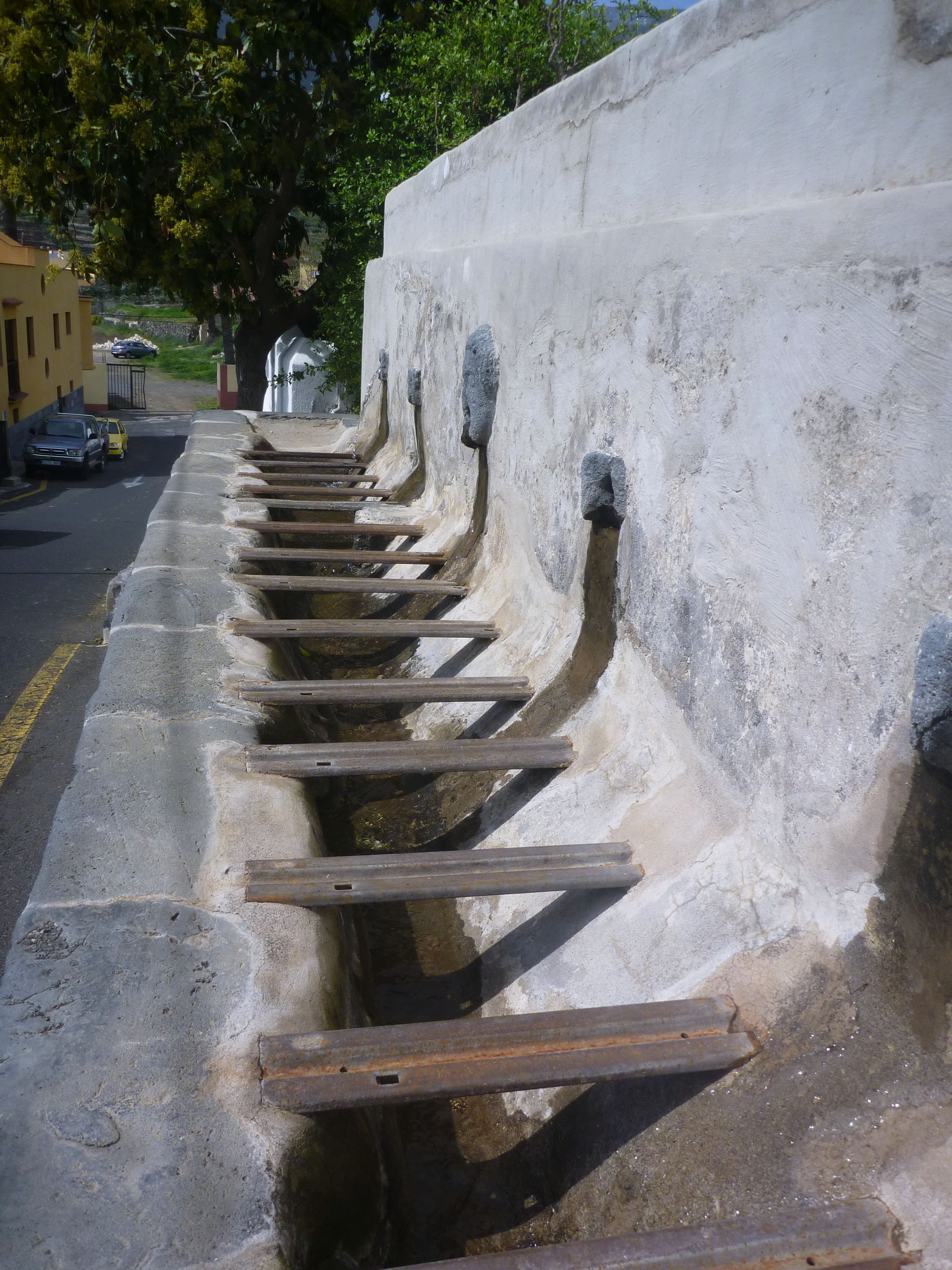
Molins i safaretjos de Chacaica 8.
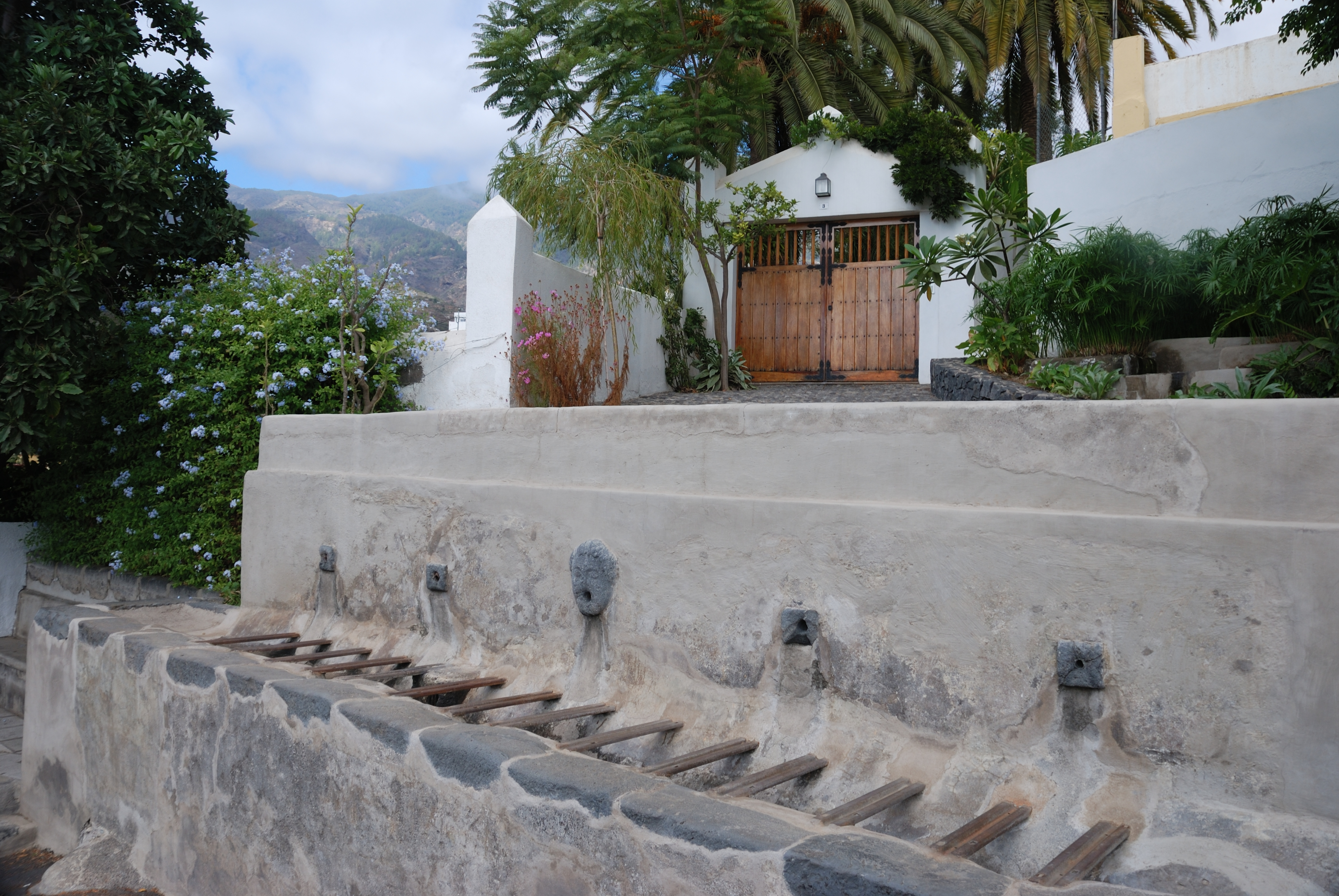
Molins i safaretjos de Chacaica 9.
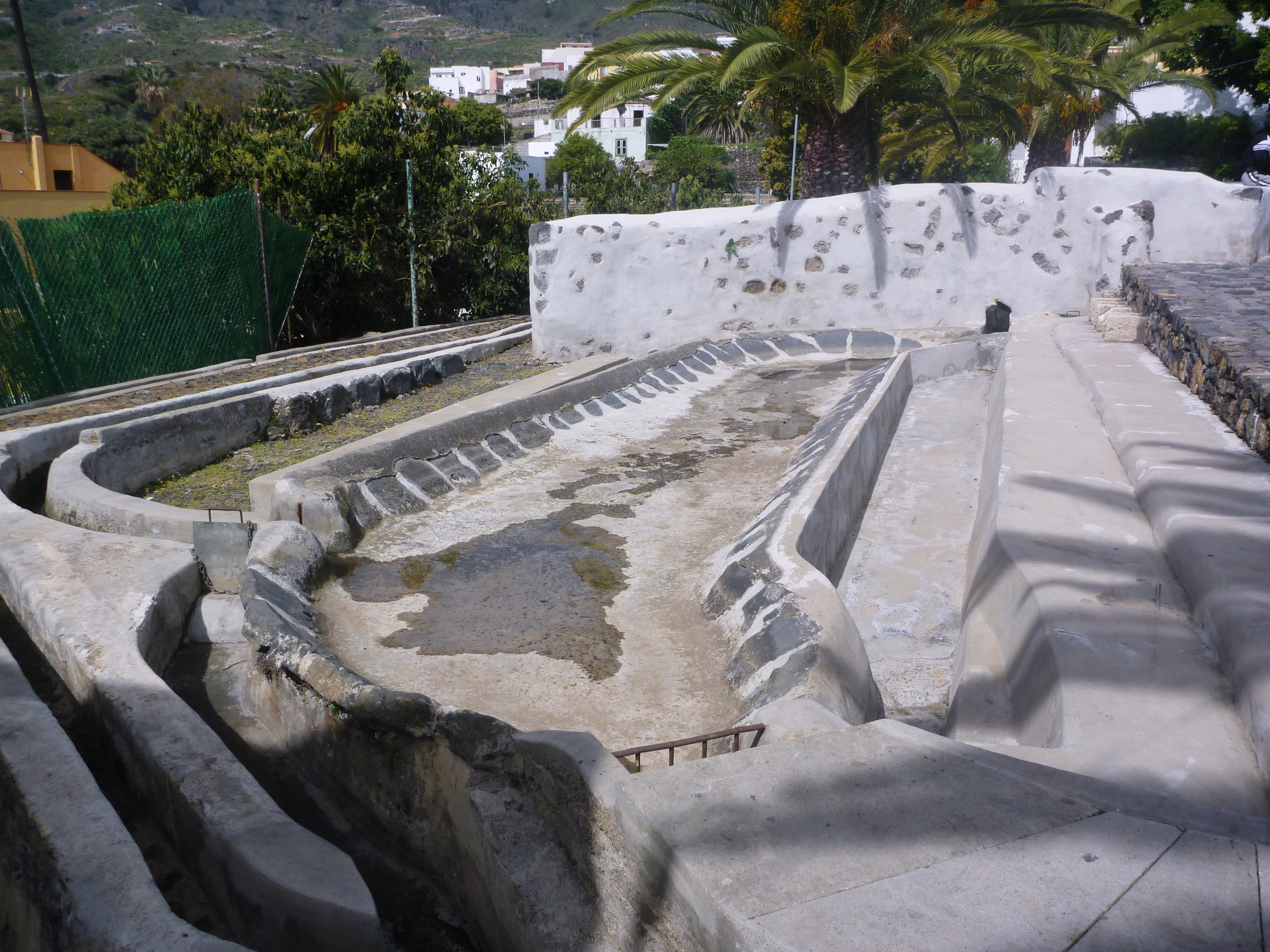
Molins i safaretjos de Chacaica 10.
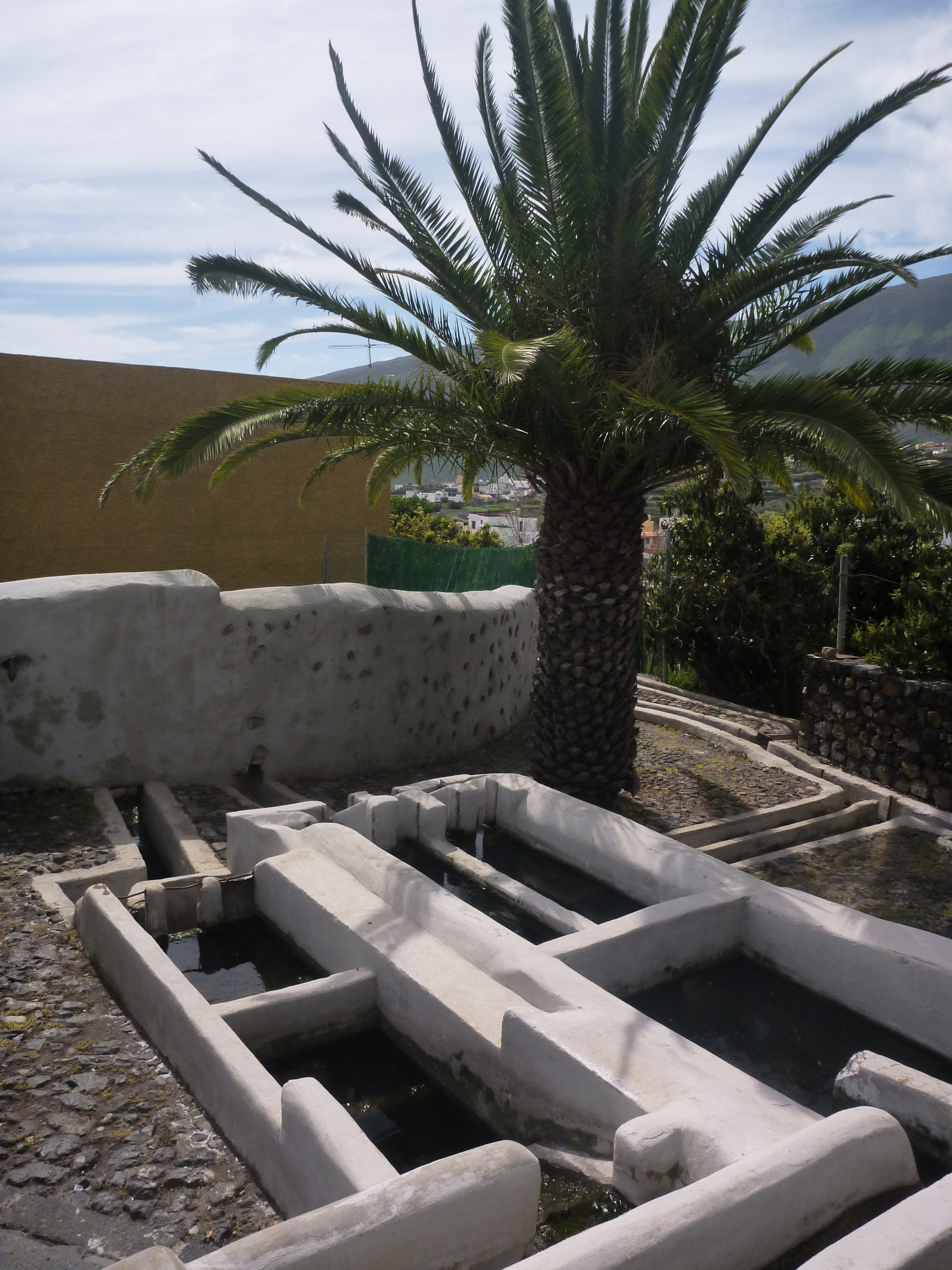
Molins i safaretjos de Chacaica 11.